# Pipistrellus pipistrellus
Il pipistrello nano   (Pipistrellus pipistrellus  Schreber, 1774) è un pipistrello della famiglia dei Vespertilionidi diffuso nell'Ecozona paleartica.

## Descrizione

### Dimensioni
Pipistrello di piccole dimensioni, con la lunghezza della testa e del corpo tra 36 e 51 mm, la lunghezza dell'avambraccio tra 28 e 34 mm, la lunghezza della coda tra 23 e 36 mm, la lunghezza del piede tra 6 e 7 mm, la lunghezza delle orecchie tra 9 e 13 mm, un'apertura alare fino a 24 cm e un peso fino a 8 g.

### Aspetto

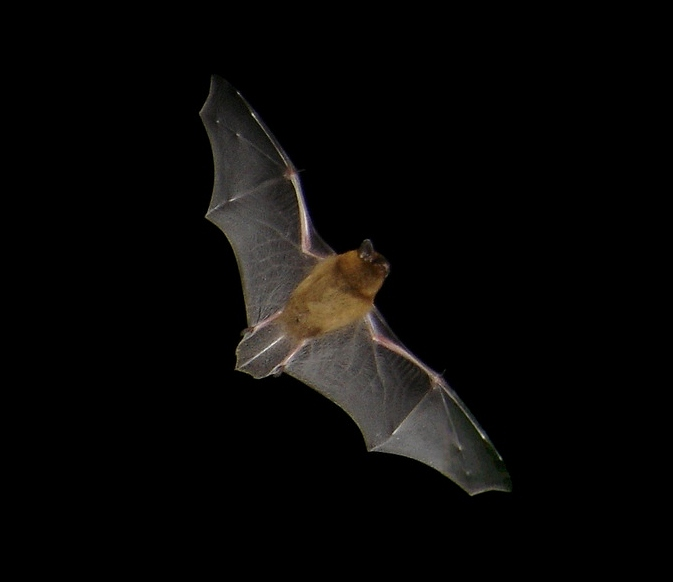
Esemplare in volo

La pelliccia è corta, densa e soffice. Le parti dorsali variano dal marrone chiaro al color sabbia nella sottospecie P.p.aladdin, mentre le parti ventrali sono leggermente più chiare e talvolta con dei riflessi giallognoli. La base dei peli è ovunque nerastra. Il muso è largo, con due masse ghiandolari sui lati. Gli occhi sono piccoli. Le orecchie sono triangolari, ben separate tra loro, con l'estremità arrotondata e con un piccolo lobo rotondo alla base del bordo posteriore. Il trago è corto, con l'estremità arrotondata e con una proiezione triangolare sopra la base del margine posteriore. Le ali sono attaccate posteriormente alla base delle dita dei piedi, i quali sono piccoli. L'estremità della lunga coda si estende leggermente oltre l'ampio uropatagio. Il calcar è lungo e provvisto di un piccolo lobo.

### Ecolocazione
Emette ultrasuoni ad alto ciclo di lavoro sotto forma di impulsi di breve durata a frequenza iniziale di 90 kHz e finale di 37 kHz.

## Biologia

### Comportamento

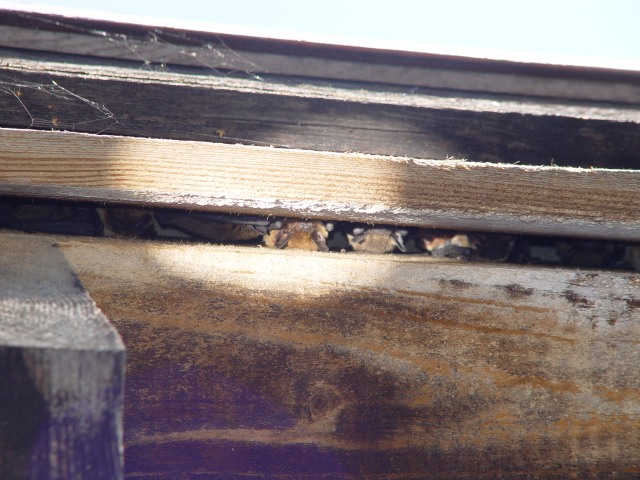
Vivaio in un sottotetto

Si rifugia in colonie fino a 100.000 individui all'interno degli edifici, tra le rocce, nelle cavità degli alberi e nelle bat-boxes. Entra in ibernazione da novembre ad aprile principalmente nelle grandi chiese e in altri edifici, grotte, miniere, cantine e fessure nei muri dove la temperatura è di 0-6 °C e l'umidità relativa dell'85%. Può cambiare più volte ibernacolo durante questo periodo, il quale è interrotto ogni 1-4 settimane da risvegli improvvisi. Sono stati osservati gruppi fino a diverse migliaia di individui scegliere ambienti fortemente frequentati dall'uomo, illuminati anche di notte, sui pavimenti, in contenitori di vario tipo come vasi, lampadari ed altro. I motivi di tale comportamento sono del tutto sconosciuti. Forma vivai di 20-250 femmine, spesso insieme a pipistrelli di Nathusius, stabilizzati ad aprile o maggio ed abbandonati ad agosto, mentre i maschi vivono solitariamente in territori difesi da altri maschi nei quali successivamente troveranno posto anche 1-10 femmine. Tollera il freddo e può volare anche in pieno inverno in zone coperte di neve, mentre piove e con vento forte. L'attività predatoria inizia al crepuscolo, da 5 a 20 minuti dopo il tramonto, ma può emergere anche in pieno giorno soprattutto alla fine dell'inverno, in primavera e in autunno. Non si allontana per più di 2 km dai rifugi, le femmine durante il periodo riproduttivo dividono l'attività in due picchi separati da un periodo dedicato all'allattamento. Il volo è rapido, agile ed effettuato a 2-10 metri dal suolo, caratterizzato da picchiate e percorsi circolari. Si tratta di una specie prevalentemente sedentaria, tuttavia in alcune zone è in grado di effettuare spostamenti migratori fino a 770 km.

### Alimentazione
Si nutre di insetti, particolarmente chironomidi, lepidotteri e tricotteri catturati in volo su laghi, stagni, lungo i margini forestali, nei giardini, nelle discariche, lungo le strade e intorno ai lampioni. 

### Riproduzione

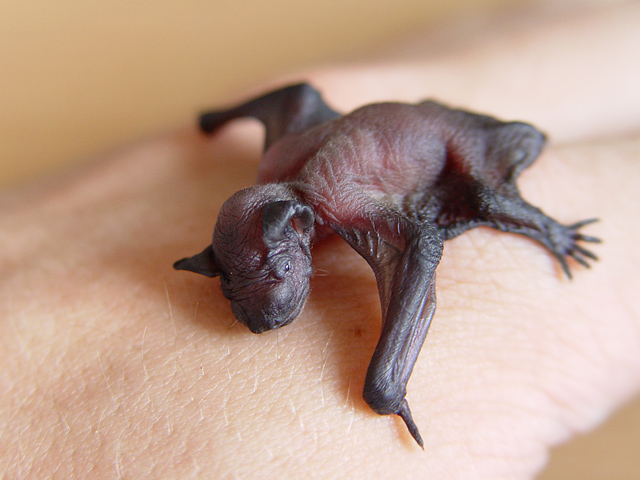
Neonato

Danno alla luce un piccolo, più raramente due alla volta tra maggio e luglio. Il nascituro apre gli occhi dopo 8 giorni di vita, è in grado di volare dopo un mese ed è completamente indipendente a un mese e mezzo. Entrambi i sessi diventano maturi dopo un anno d'età. L'aspettativa di vita massima è di 16 anni e 7 mesi.

## Distribuzione e habitat
Questa specie è diffusa nell'Ecozona paleartica dall'Europa, Isole Britanniche, Africa nord-occidentale, attraverso il Medio oriente, l'India e la Birmania fino alla Penisola coreana e l'isola di Taiwan. In Italia è presente su tutto il territorio, isole comprese.
Vive in ambienti urbani ma anche boschi e foreste di ogni tipo fino a 2.000 metri di altitudine.

## Tassonomia
Sono state riconosciute 2 sottospecie:
- P.p.pipistrellus: Portogallo, Spagna, Isole Baleari, Francia, Corsica, Belgio, Paesi Bassi, Lussemburgo, Gran Bretagna, Irlanda, Svizzera, Austria, Italia, Sicilia, Sardegna, Germania, Danimarca, Polonia, Repubblica Ceca, Slovacchia, Ungheria, Slovenia, Bosnia ed Erzegovina, Croazia, Montenegro, Macedonia del Nord, Serbia, Albania, Grecia, isole di Creta e Rodi, Bulgaria, Romania, Moldavia, Ucraina, Bielorussia, Lituania, Lettonia, Estonia, Svezia meridionale, Turchia, Armenia, Azerbaigian, Georgia, Malta, Russia occidentale, Israele, Libano; Marocco, Algeria e Tunisia settentrionali;
- P.p.aladdin (Thomas, 1905): Iran occidentale e settentrionale, Kazakistan meridionale, Afghanistan settentrionale e nord-orientale, Uzbekistan orientale, Turkmenistan meridionale e orientale, Tagikistan, Kirghizistan, Pakistan  settentrionale, stati indiani dell'Assam, Jammu e Kashmir, Maharashtra, Tamil Nadu, province cinesi dello Shandong, Shaanxi, Sichuan, Yunnan, Guangxi, Guangdong, Fujian, Zhejiang, Anhui, isola di Taiwan, Birmania settentrionale.

## Conservazione
La IUCN Red List, considerato il vasto areale e la mancanza di evidenze di un significativo declino, classifica P.pipistrellus come specie a rischio minimo (Least Concern).